# Colubrina angustior
Colubrina angustior är en brakvedsväxtart som först beskrevs av Marshall Conring Johnston, och fick sitt nu gällande namn av Guy L. Nesom. Colubrina angustior ingår i släktet Colubrina och familjen brakvedsväxter. Inga underarter finns listade i Catalogue of Life.